# 帕夫利基夫齊
49°24′17″N 26°34′25″E / 49.40472°N 26.57361°E
巴甫利基夫齊（烏克蘭語：Павликівці）是位於烏克蘭西部的村莊，由赫梅利尼茨基州裡赫梅利尼茨基區的維季夫齊市鎮負責管轄。該村始建於1615年，面積2.18平方公里，海拔高度317米，2001年人口369，人口密度每平方公里169.3人。